# Anthony Thannikot
Anthony Thannikot (* 8. März 1937 in Koonemmave, Britisch-Indien; † 24. Februar 1984) war ein indischer römisch-katholischer Geistlicher und Weihbischof in Verapoly.

## Leben
Anthony Thannikot studierte Philosophie und Katholische Theologie am Priesterseminar in Alwaye und an der Universität Innsbruck. Am 14. März 1964 empfing er das Sakrament der Priesterweihe für das Erzbistum Verapoly. Nach weiterführenden Studien erwarb er ein Lizenziat im Fach Philosophie und wurde zum Doktor der Theologie promoviert. Später wirkte Thannikot als Kanzler des päpstlichen Priesterseminars in Alwaye, bevor er schließlich dessen Regens wurde. Darüber hinaus leitete er die diözesane Liturgiekommission und gehörte dem Konsultorenkollegium des Erzbistums Verapoly an.
Am 19. Dezember 1978 ernannte ihn Papst Johannes Paul II. zum Titularbischof von Tigillava und zum Weihbischof in Verapoly. Der Erzbischof von Verapoly, Joseph Kelanthara, spendete ihm am 11. März 1979 auf dem Sportplatz der Saint Albert High School in Ernakulam die Bischofsweihe; Mitkonsekratoren waren der Bischof von Vijayapuram, Cornelius Elanjikal, und der Bischof von Cochin, Joseph Kureethara.